# Ligidium watanabei
Ligidium watanabei är en kräftdjursart som beskrevs av Nunomura 2002. Ligidium watanabei ingår i släktet Ligidium och familjen gisselgråsuggor. Inga underarter finns listade i Catalogue of Life.